# Pandesma muricolor
Pandesma muricolor är en fjärilsart som beskrevs av Emilio Berio 1966. Pandesma muricolor ingår i släktet Pandesma och familjen nattflyn. Inga underarter finns listade i Catalogue of Life.

## Bildgalleri

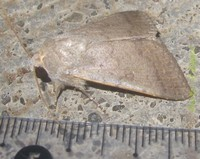